# Crédit Agricole (wielerploeg)/2003
Deze pagina geeft een overzicht van de wielerploeg Crédit Agricole in 2003.
| Naam                                   | Geboortedatum | Nationaliteit | Ploeg 2002              |
| -------------------------------------- | ------------- | ------------- | ----------------------- |
| David Arcassus (Stagiair vanaf 01-09)  | 04-10-1983    | Frankrijk     | -                       |
| Stéphane Augé                          | 06-11-1974    | Frankrijk     | Jean Delatour           |
| Gene Bates (Stagiair vanaf 01-09)      | 04-07-1981    | Australië     | -                       |
| Yoann Charpenteau                      | 04-01-1979    | Frankrijk     |                         |
| Pierrick Fédrigo                       | 30-11-1978    | Frankrijk     |                         |
| Cédric Fragniere                       | 16-02-1976    | Zwitserland   | Phonak                  |
| Julien Guiborel (Stagiair vanaf 01-09) | 03-11-1980    | Frankrijk     | -                       |
| Cédric Hervé                           | 14-11-1979    | Frankrijk     |                         |
| Sébastien Hinault                      | 11-02-1974    | Frankrijk     |                         |
| Thor Hushovd                           | 18-01-1978    | Noorwegen     |                         |
| Lilian Jégou                           | 20-01-1976    | Frankrijk     |                         |
| Christopher Jenner                     | 03-11-1974    | Nieuw-Zeeland |                         |
| Mads Kaggestad                         | 22-02-1977    | Noorwegen     | Team Krone              |
| Eric Leblacher                         | 21-03-1978    | Frankrijk     |                         |
| Christophe Le Mével                    | 11-09-1980    | Frankrijk     |                         |
| Marcus Ljungqvist                      | 26-10-1974    | Zweden        | EDS-Fakta               |
| Christophe Moreau                      | 12-04-1971    | Frankrijk     |                         |
| Anthony Morin                          | 27-06-1974    | Frankrijk     |                         |
| Stuart O'Grady                         | 06-08-1973    | Australië     |                         |
| Benoît Poilvet                         | 27-08-1976    | Frankrijk     |                         |
| Corey Sweet                            | 25-11-1976    | Australië     | Bankgiroloterij-Batavus |
| Yann Tournier                          | 26-10-1978    | Frankrijk     |                         |
| Jens Voigt                             | 17-09-1971    | Duitsland     |                         |

1999 · 2000 · 2001 · 2002 · 2003 · 2004 · 2005 · 2006 · 2007 · 2008